# Henry Hoobin
Henry Francis "Henny" Hoobin (Montreal, Quebec, 15 de febrer de 1879 - ibíd., 20 de juliol de 1921) va ser un jugador de lacrosse quebequès que va competir a principis del segle xx. El 1908 va prendre part en els Jocs Olímpics de Londres, on guanyà la medalla d'or en la competició per equips de Lacrosse, com a membre de l'equip canadenc.